# دیوید دبلیو هارپر
دیوید دبلیو هارپر (انگلیسی: David W. Harper؛ زادهٔ ۴ اکتبر ۱۹۶۱) یک هنرپیشه اهل ایالات متحده آمریکا است.

## گزیده فیلمشناسی
از فیلم‌ها یا برنامه‌های تلویزیونی که وی در آن نقش داشته‌است می‌توان به آثار زیر اشاره کرد.
- خانواده والتون (۱۹۷۲–۱۹۸۱)